# Рябина (Ахтырский район)
Рябина, в 18 веке Старая Рабынь, Старая Рабина (укр. Рябина) — село, Кириковская поселковая община, Ахтырский район, Сумская область, Украина.
Код КОАТУУ — 5921284401. Население по переписи 2001 года составляло 1596 человек.

## Географическое положение
Село Рябина находится на левом берегу реки Ворскла в месте впадения в неё реки Рябинка,
выше по течению на расстоянии в двух км расположено село Добрянское,
ниже по течению на расстоянии в 1,5 км расположено село Ивановка,
выше по течению реки Рябинка на расстоянии в 1,5 км расположено село Яблочное.
Река в этом месте извилистая, образует лиманы, старицы и заболоченные озёра.
Рядом проходит автомобильная дорога Т-1705.

## История
- 1660 — дата основания.

## Объекты социальной сферы
- Детский сад.
- Школа.
- Дом культуры.
- Фельдшерско-акушерский пункт.

## Достопримечательности
- Братская могила советских воинов.

## Религия
- Свято-Николаевская церковь.